# قميدانة
قميدانة قرية تتبع ناحية قرى مركز بانياس في منطقة بانياس التابعة لمحافظة طرطوس. تقع القرية شمال سهل بانياس على الضفة الجنوبية لبحيرة السن.